# Раздольное — Евпатория (автодорога)
Раздольное — Евпатория — путь сообщения в Крыму, протяжённостью 67,60 километра. По Российской классификации имеет обозначение 35К-015, по украинской классификации — Т-0111.

## География
Шоссе в степной части западного Крыма, проходит в меридиональном направлении, соединяет райцентр Раздольное (и побережье Каркинитского залива) с Евпаторией, а через неё с центральным Крымом и железной дорогой; трасса проходит в южном направлении по степному Крыму.

## История
Тракт из Гезлёва на Перекоп (примерно половина которого приходится на данную трассу, а вторая часть относится к дороге 35К-008 Северное — Войково), видимо, существовала с древнейших времён: примерно совпадающая с современной дорога отображена на картах Яна Хендрика ван Кинсбергена 1776 года, как и на карте Элизабет Крейвен 1789 года. Первое описание дороги содержится в труде Петра Палласа «Наблюдения, сделанные во время путешествия по южным наместничествам Русского государства в 1793—1794 годах»: «от Козлова до Перекопа едут по песчаной открытой степи…». Далее учёный упоминает селение Джалаир, после которого дорога шла на Тогайли и Ушум и уже не совпадала с современным шоссе, хотя ещё на двухкилометровке РККА 1942 года эта дорога отмечена, как основная. Видимо, дорога в первый период после присоединения Крыма к России (8) 19 апреля 1783 года имела статус почтовой, поскольку уже на карте генерал-майора С. А. Мухина 1817 года она помечена, как «Старая почтовая дорога». Ответвление некой дороги на Ак-Шеих, совпадающее с современным у села Северное, впервые обозначено на карте 1842 года, как и на трехверстовой карте Ф. Ф. Шуберта 1865—1876 года — тогда, в связи с малой значимостью деревни Ак-Шеих это была одна многих из степных дорог. В «Списке населённых мест Таврической губернии по сведениям 1864 года» тракт из Евпатории в Перекоп описан, как Большая просёлочная дорога. И лишь с приобретением в 1935 году селом статуса райцентра дорога к нему также обрела значимость. На 1970 год шоссе уже имело асфальтовое покрытие.